# 110th Street, Manhattan

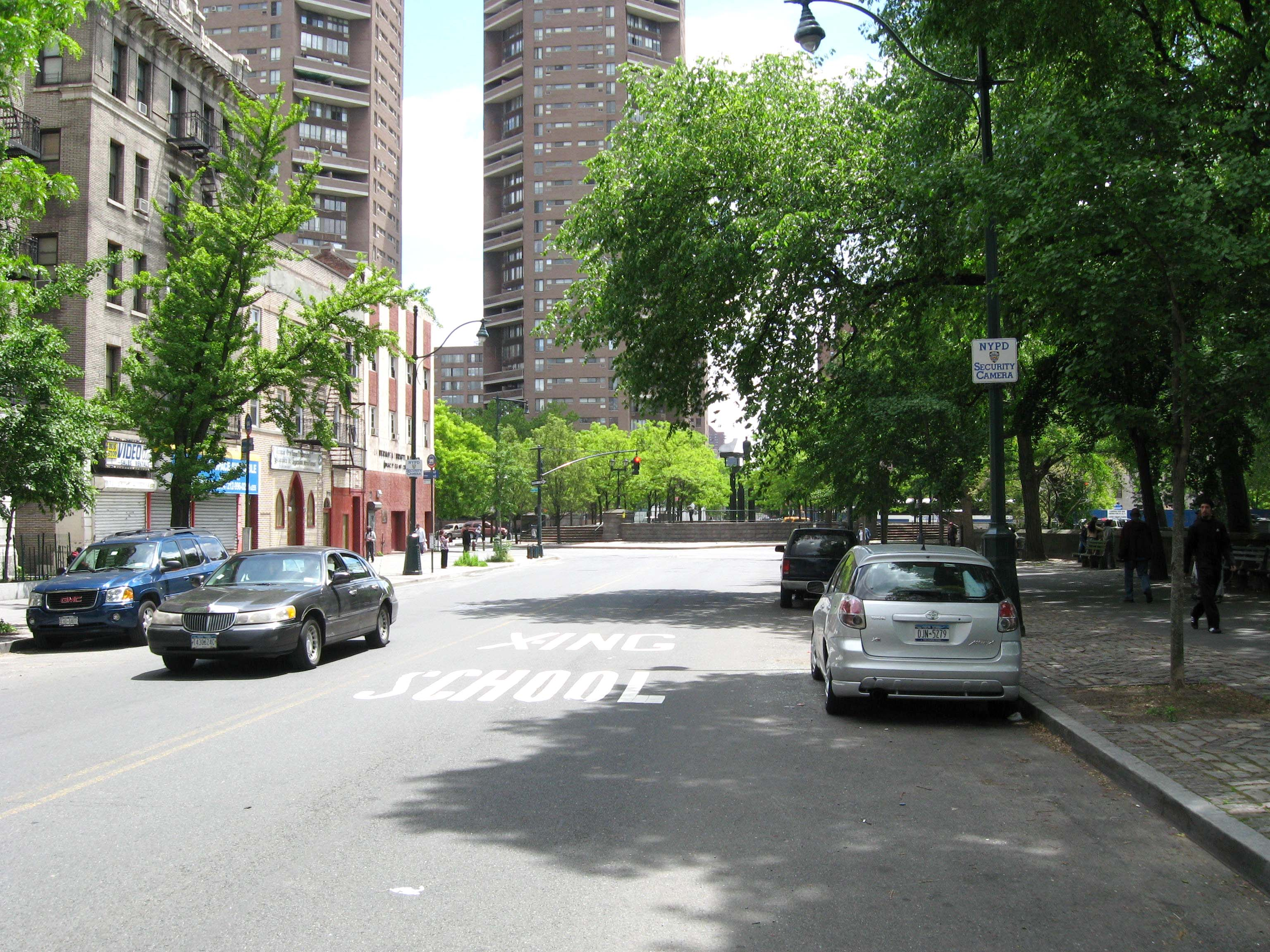
Ett kvarter av 110th Street längs Central Park.

110th Street är en gata på Manhattan i New York. Den är allmänt känd som den södra gränsen för området Harlem. Gatan utgör även nordgräns för Central Park. Sträckan längs med Central Park kallas även Central Park North. Gatunamnet har uppmärksammats i populärkulturen på olika sätt för sin symboliska roll som gränsgata mellan stadsdelar. Mest känd är kanske Bobby Womacks låt "Across 110th Street" och filmen med samma namn.
Gatan rymmer den byggnad där Bill Clinton har sitt New York-kontor. Där ligger även Cathedral of Saint John the Divine, en av världens största kyrkor.